# Jacob Christian Schäffer
Jacob Christian Schäffer (n. 31 mai 1718, Querfurt – d. 5 ianuarie 1790, Regensburg) a fost un teolog luteran german precum unul din cei mai faimoși botaniști, micologi, entomologi, ornitologi, inventatori și scriitori științifici din secolul al XVIII-lea. Abrevierea numelui său în cărți științifice este Schaeff.

## Biografie

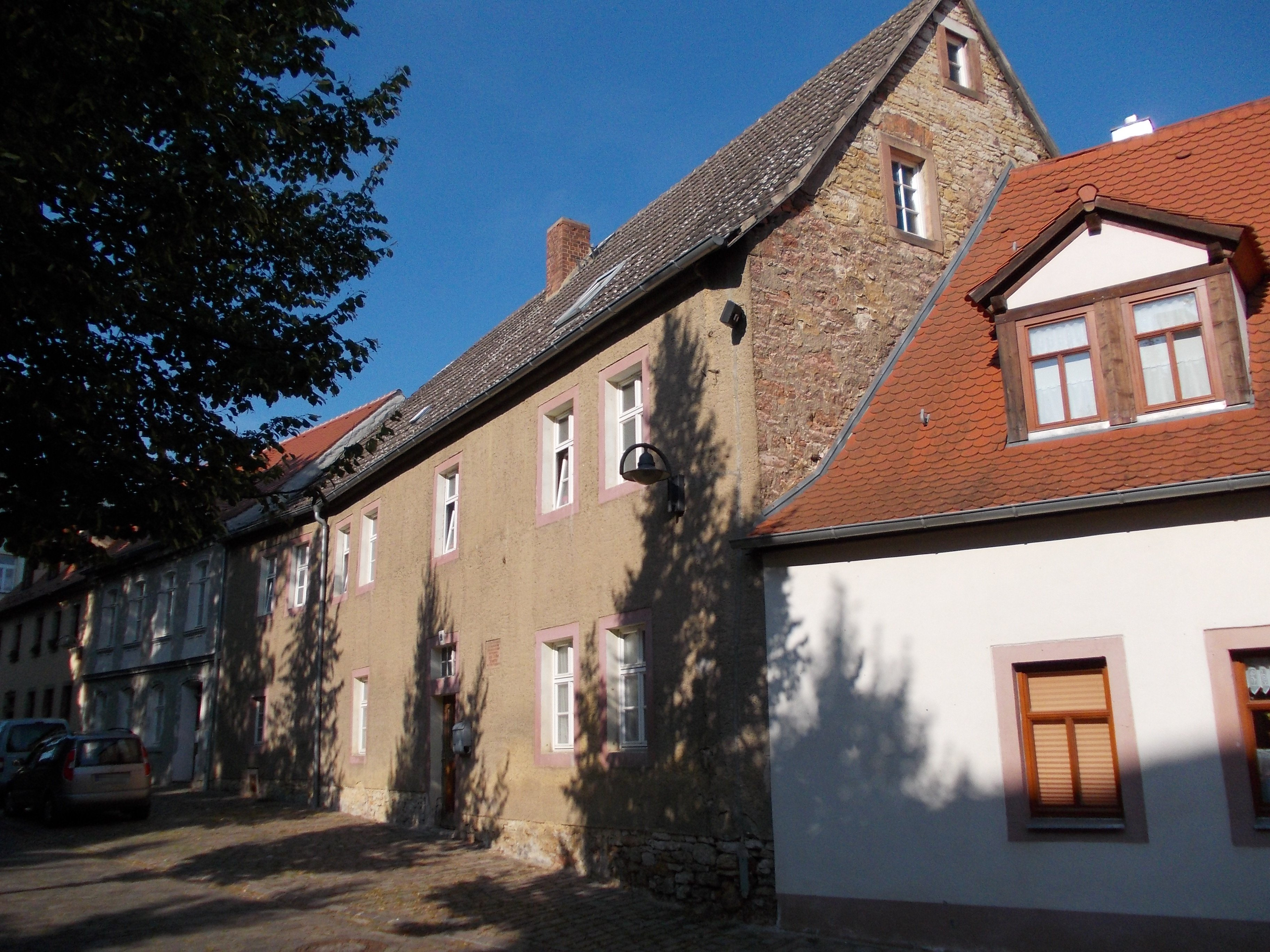
Schaeffer: Casa de naștere în Querfurt

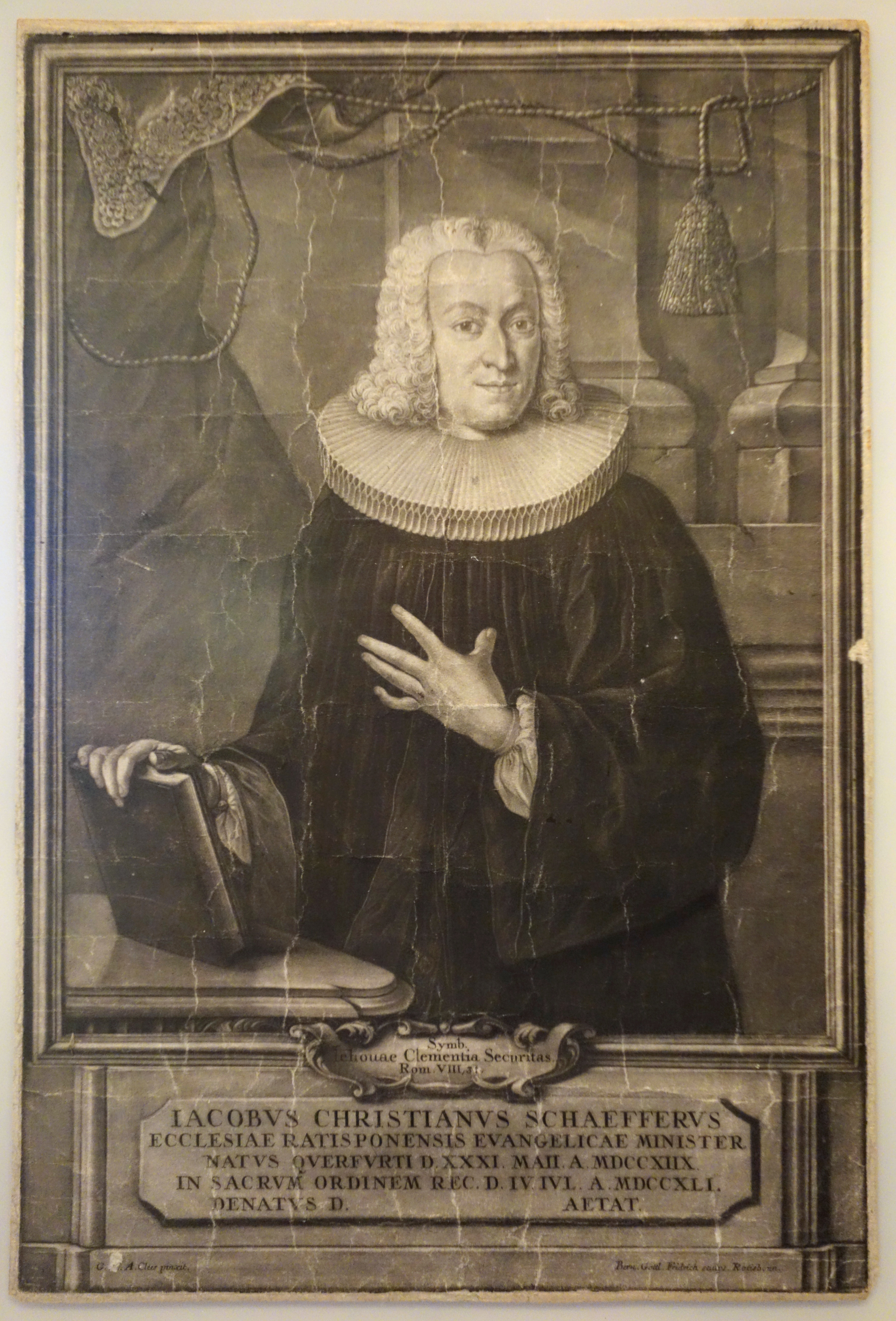
Jacob Christian Schaffer

### Teologul
Fiul arhidiaconului Johann Christoph Schäffer a urmărit școala primară la Querfurt și Glaucha, astăzi suburbie a Halle, apoi liceul din Greiz (Turingia). După bacalaureat a studiat teologia protestantă la Universitatea din Halle fără absolvirea examenelor (1736–1738), apoi s-a străduit ca educator privat în Regensburg. Acolo a avut loc prima sa predică în biserica luterană Neupfarrkirche. În anul 1741, a fost hirotonit în această biserică, preluând funcțiile de predicator și administrator, cu toate că el nu terminase studiul și nefiind din Bavaria, fiind deci considerat străin. În anul 1760, Universitatea din Wittenberg i-a acordat titlul de doctor în filozofie, iar în 1763 a promovat la Universitatea din Tübingen în teologie. În timpul mandatului său, el a avut de multe ori conflicte de natură politică și teologică, pricinuite prin probleme, în ceea ce privea alinierea bisericii, dar și din cauza numeroaselor sale activități externe. În anul 1779, el a fost numit parohul bisericii Neupfarrkirche precum administrator major (Superintendent)  al comunității protestante din Regensburg și regiune.

### Savantul

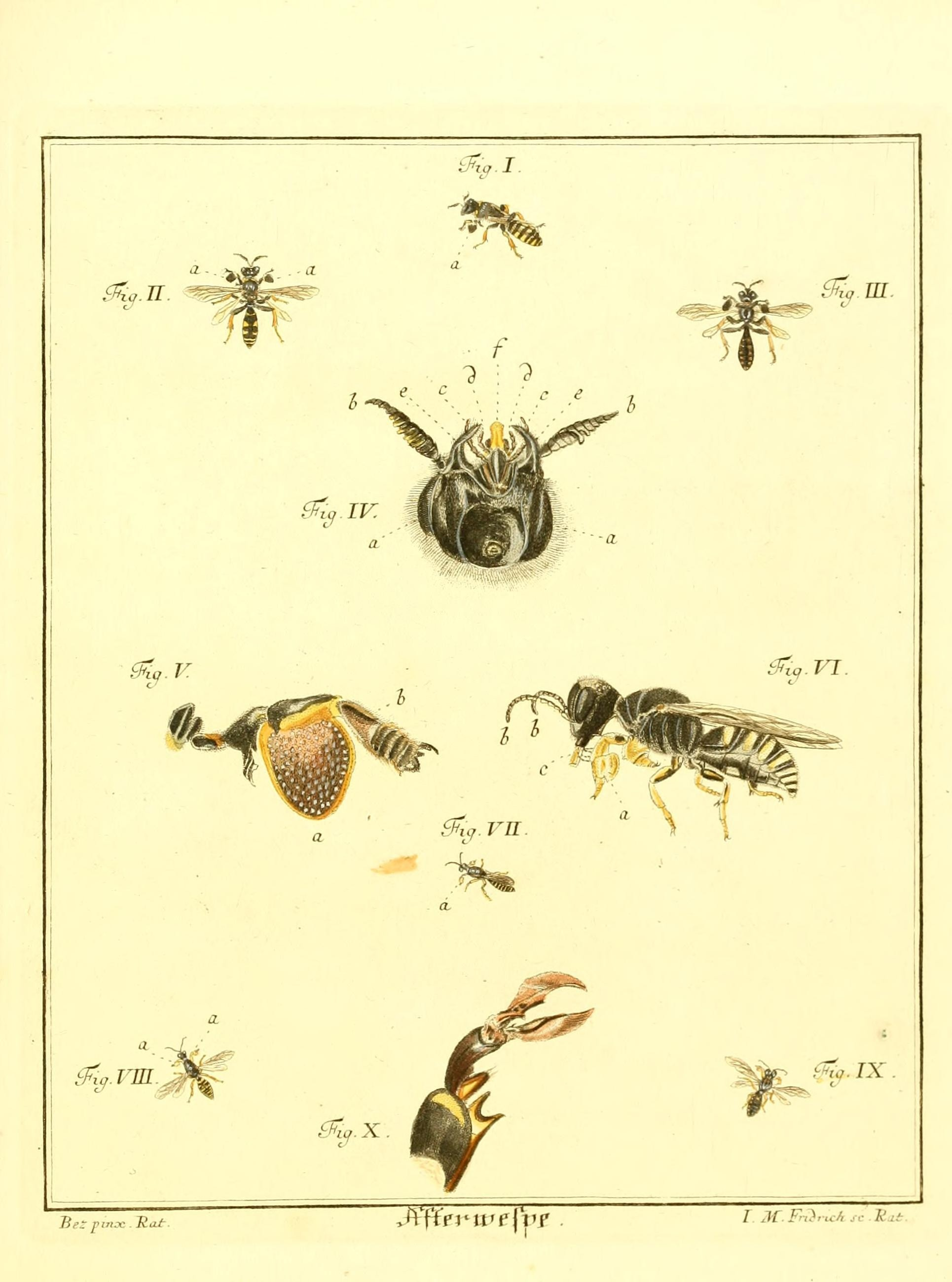
Schaeff.: Viespe

Ca entomolog și-a început cariera deja în 1752, când orașul său natal – precum multe ale părți ale Saxoniei de atunci – au fost lovite de o invazie de omide. El a întreprins o excursie în această regiune, analizând motivul acesteia, scriind cartea Nachrichten von einer Raupe so etliche Jahre her an manchen Orten in Sachsen vielen Schaden gethan. Printre lucrările sale cele mai importante entomologice mai sunt de enumerat Icones insectorum circa ratisbonam indigenorum coloribus naturam referentibus expressae în trei volume, scrisă în limba latină (1779) precum introducerea pentru Elementa entomologica (1789). Schaffer a încercat de asemenea, să îmbunătățească tehnicile de preparare.

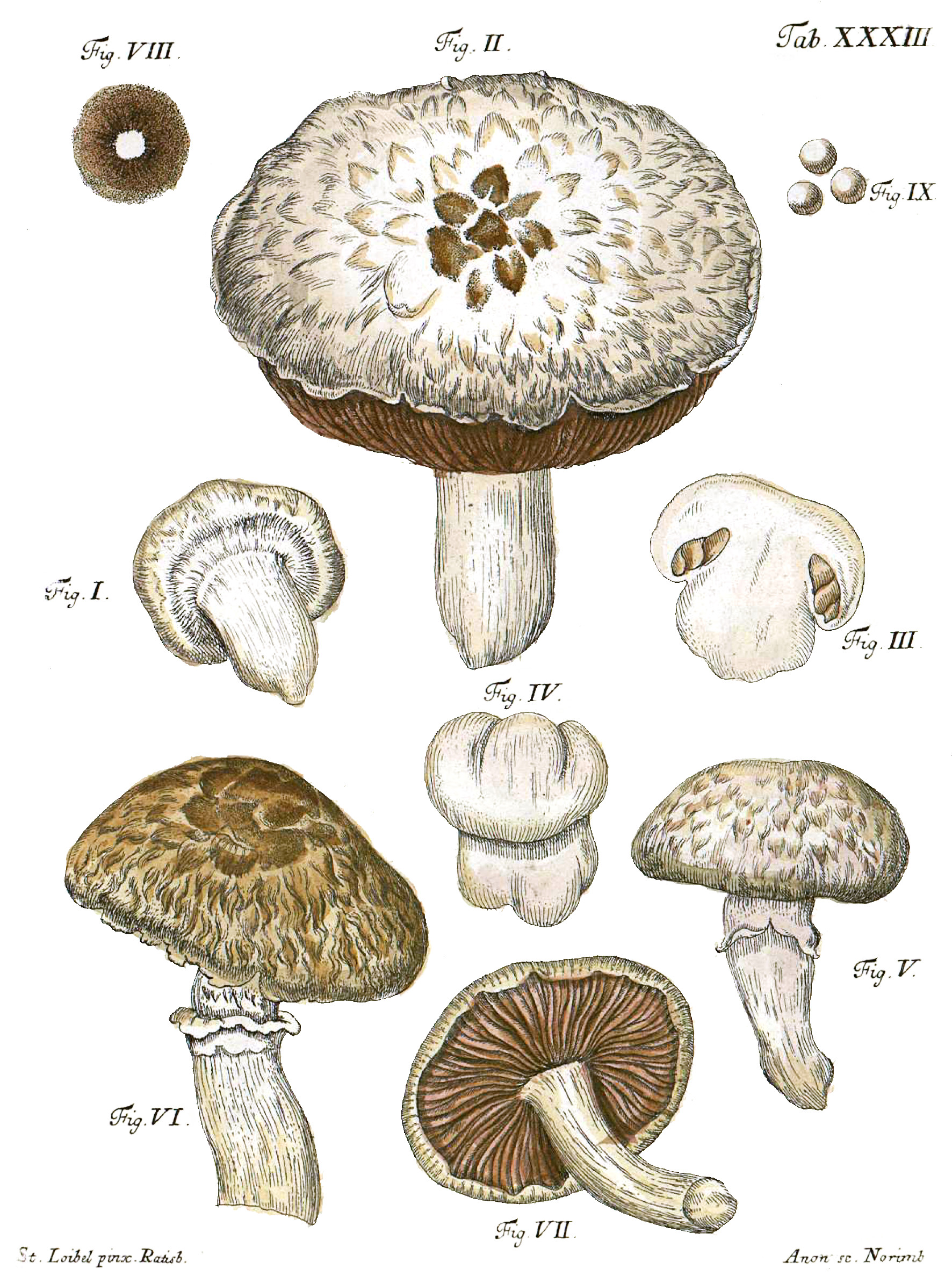
Schaeff.: Ciupercă de bălegar

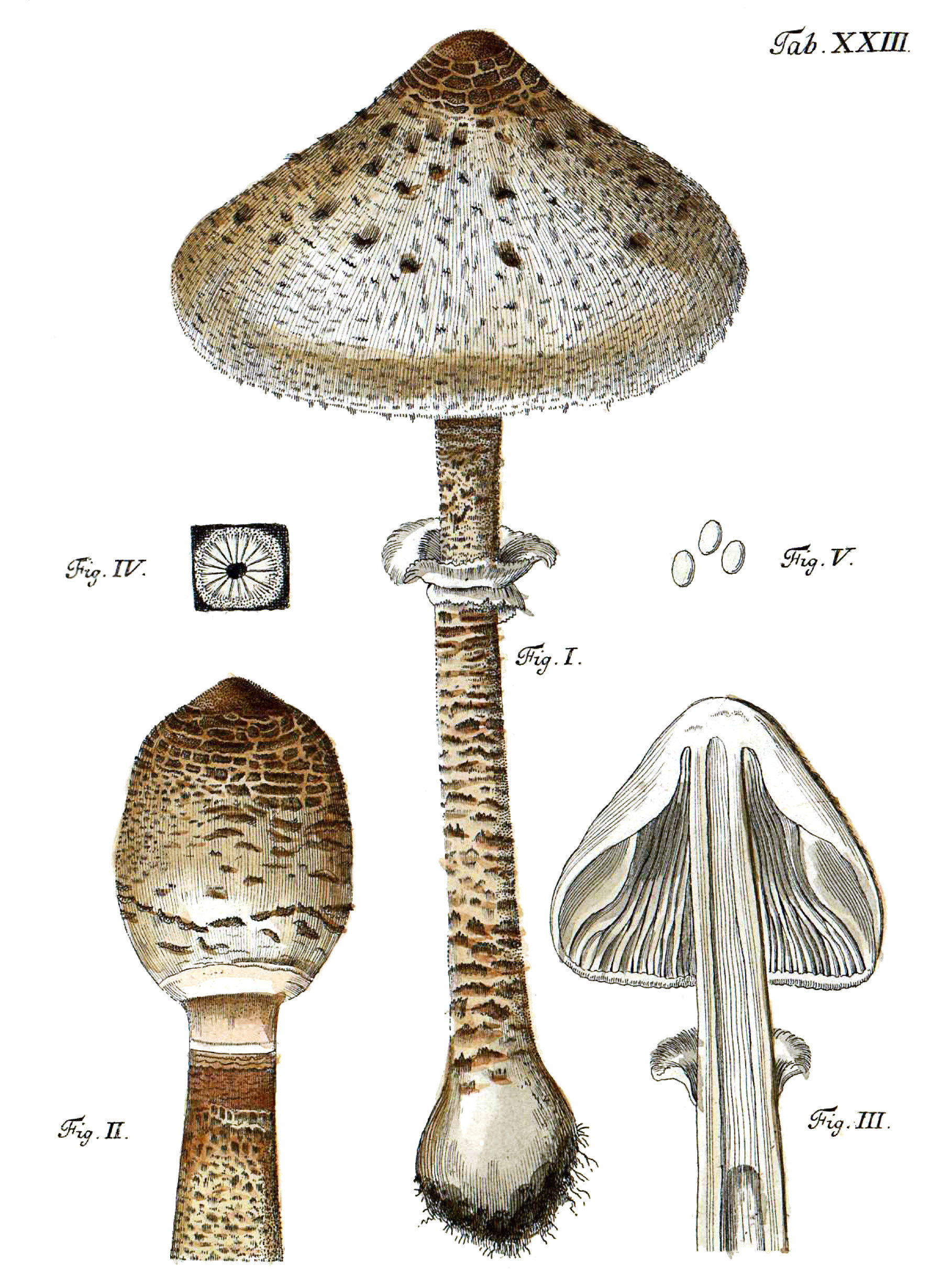
Schaeff.: Parasol

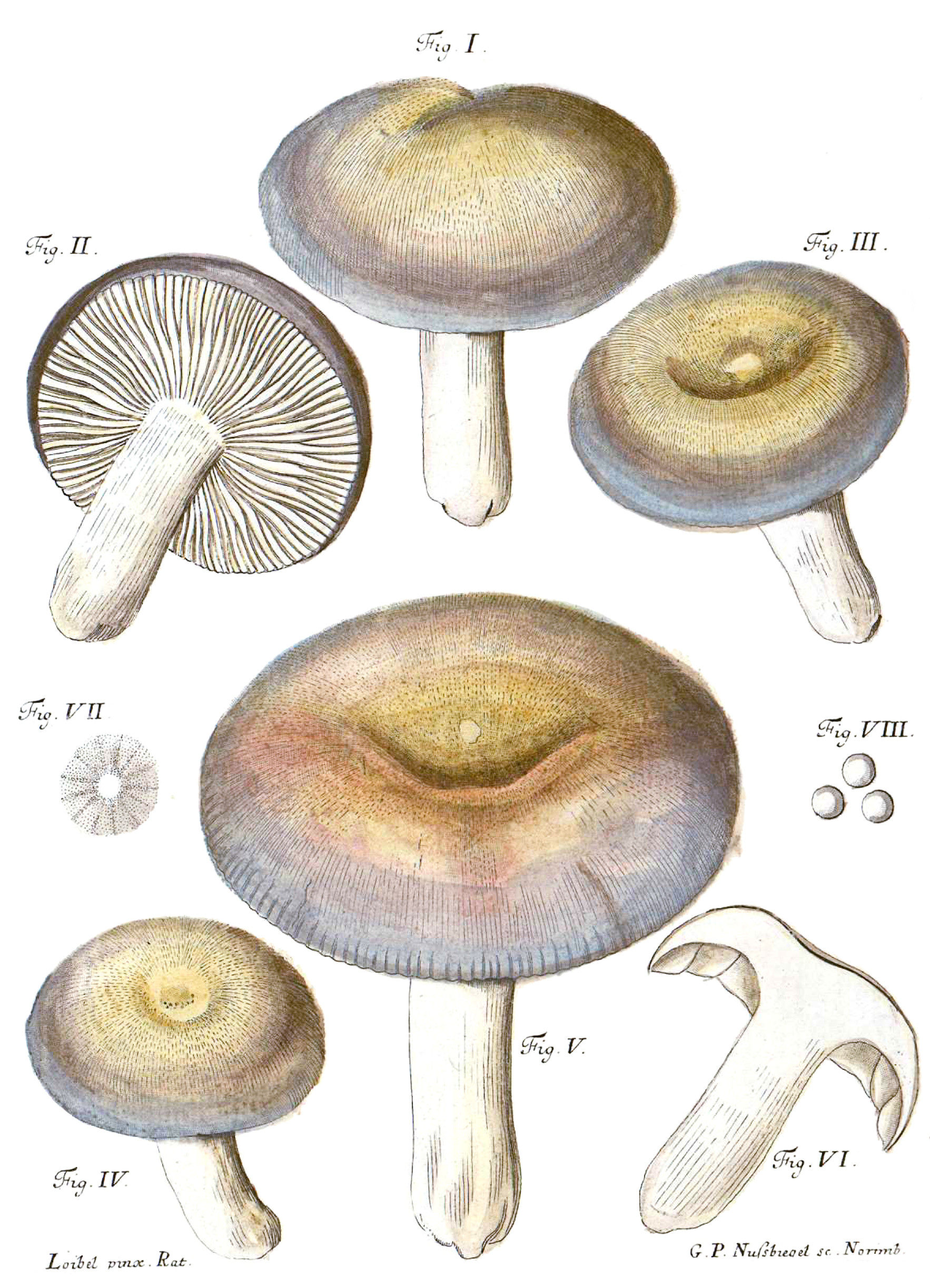
Schaeff.: Vinețica porumbeilor

Ca botanist a descris în cartea Erleichterte Artzney-Kräuterwissenschaft (Știința simplificată a plantelor medicale) din 1759, efectul curativ al plantelor, pentru a oferi medicilor și farmaciștilor un ghid practic la mână. Genul de plante Schaefferia Jacq. din familia Celastraceae este denumit în onoarea sa.
Ca micolog a publicat, între 1762 și 1774, opera s-a principală a acestui domeniu, intitulată Natürlich ausgemahlte Abbildungen baierischer und pfälzischer Schwämme, welche um Regensburg wachsen, în limba latină Fungorum qui in Bavaria et Palatinatu circa Ratisbonam nascuntur icones, nativis coloribus expressae (Imagini colorate după natură a bureților bavarezi și ai Palatinatului Superior care cresc in împrejurare de Regensburg), în patru volume și cu numeroase ilustrații colorate. Speciile Cortinarius schaefferi (astăzi Cortinarius olivaceofuscus) și Agaricus schaefferianus (astăzi Agaricus urinascens) au fost denumite după el. Schaeffer a și descris mulți bureți, printre care Boletus aestivalis sau Agaricus luridus.

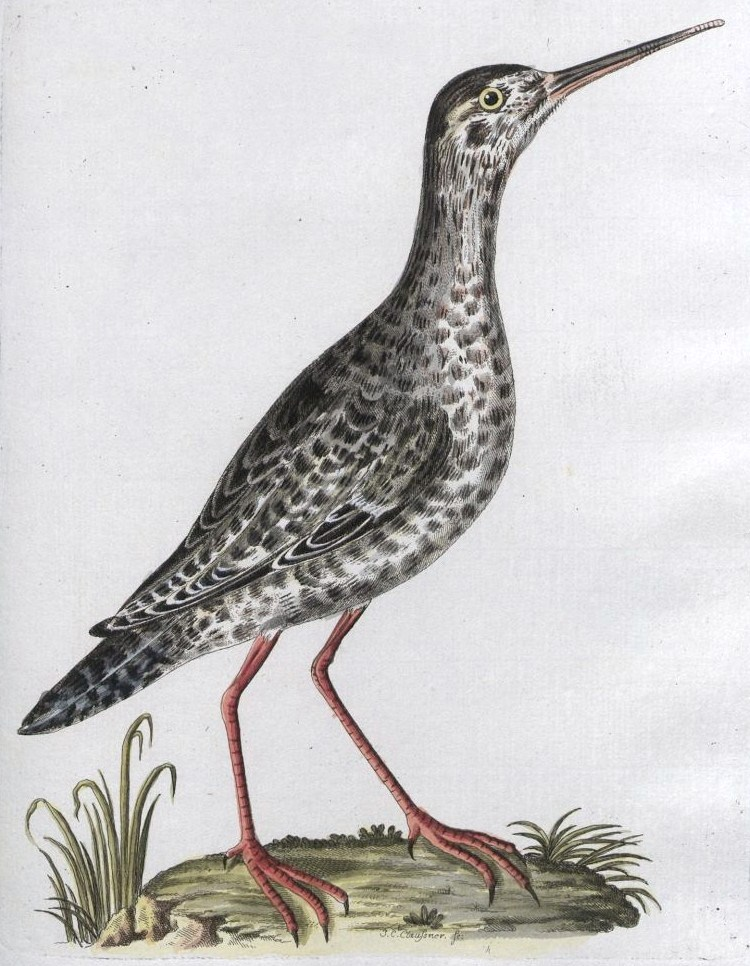
Schaeff.: Fluierarul cu picioare roșii

Dar Schaeffer a fost recunoscut chiar și ca inventator. El a explorat probleme de fizică, ale teoriei electrice, teoriei culorilor și opticii, fabricând obiective și prisme. De asemenea, a participat hotârâtor la dezvoltarea și îmbunătățirea de echipamente tehnice, precumi mașina de tăiat cu ferăstrău, cuptorul și oglinda concavă cu suprafață reflectoare. Savantul se găsește și printre pionierii mașinii de spălat utilizate în scopuri casnice. În 1767 a publicat lucrarea Die bequeme und höchstvortheilhafte Waschmaschine (Confortabila și extrem de avantajoasa mașină de spălat). Aceasta a fost fabricată în aproximativ 60 de exemplare  un număr ridicat pe acest timp – și vândută în țără precum în străinătate. El s-a adresat în mod specific femeilor ca utilizatori, care au stat în centrul acestei inovații, chiar dacă ele au fost uneori încă sceptice sau ostile. El a publicat experiențele lor cu respectivul dispozitiv, optimizându-l în consecință. Gândurile lui Schaeffer sunt o dovadă timpurie unei evaluații de tehnologie. O replică a mașinii de spălat a lui Schaeffer poate fi văzută în muzeul companiei Miele la Gütersloh. Aceasta a fost construită în 1988, la aniversarea celei de-a 60-a zi de naștere a fostului președinte al întreprinderii, realizată de angajați. În sfârșit, savantul s-a preocupat și cu experimente extinse pentru a obține hârtie din fibre de plante sau lemn descrise, între 1765 și 1771, în șase volume sub titlul Versuche und Muster, ohne alle Lumpen oder doch mit einem geringen Zusatze derselben, Papier zu machen (Încercări și modele de a produce hârtie fără cârpe, sau doar cu mici adăugări ale acestora). Dar rezultatele au fost de calitate inferioară, astfel această hârtie nu a putut să se impună.

## Onoruri
Printre multele omagii obținute, de remarcat sunt acestea:
- Membru al Academiei Bavareze de Științe, membru con-fondator (1759)
- Membru al Academiei Franceze de Științe
- Membru al Academiei Leopoldine
- Membru al Academiei Prusace de Științe (1757)
- Membru (Fellow) al Royal Society (1764)
- Membru al Academiei Ruse de Științe
- Membru al Academiei de Științe din Göttingen
- Membru al Academiei de Științe din Mannheim
- Membru al Academiei de Științe din Uppsala
- Membru al Societății de Fizică și Botanică din Florența
- Decorat cu mai mulți ordini, intre altele austrieci și danezi

## Opere (selecție)
| - Nachricht von einer Raupe, so etliche Jahre her an manchen Orten in Sachsen vielen Schaden gethan; nebst einigen aus der Natur dieser Raupe hergeleiteten Vorschlägen, solche am leichtesten zu verringern und auszurotten; auf Verlangen entworfen und dem Druck überlassen. Regensburg: Emanuel Adam Weiß (1752) - Die Armpolypen in den süßen Wassern um Regensburg entdecket und beschrieben. Regensburg: Weiß (1754) - Neuentdeckte Theile an Raupen und Zweyfaltern. Nebst der Verwandlung der Hauswurzraupe zum schönen Tagvogel mit rothen Augenspiegeln. Regensburg: Weiß (1754) - Der Afterholzbock vormals in einem lateinischen Sendschreiben an den Herrn von Reaumur itzo in deutscher Sprache beschrieben; Und mit einer Nachricht von der Frühlingsfliege mit kurzen Oberflügeln begleitet. Nebst einer Kupfertafel mit Figuren in Farben. Regensburg: Weiß (1755) - Die Blumenpolypen der süßen Wasser beschrieben und mit den Blumenpolypen der salzigen Wasser verglichen; nebst drey Kupfertafeln mit Figuren in Farben. Regensburg: Weiß (1755). - Der krebsartige Kiefenfuß mit der kurzen und langen Schwanzklappe. Regensburg: Weiß (1756) - Das fliegende Uferaas oder der Haftt wegen desselben am 11ten Augustmon. an der Donau, und sonderlich auf der Steinernen Brücke, zu Regensburg ausserordentlich häufigen Erscheinung und Fluges. Regensburg: Zunkel (1757) - Verschiedene Zwiefalter und Käfer mit Hörnern Nebst drey Kupfertafeln mit Figuren in Farben. Regensburg: Zunkel (1758) - Vorrede zum Werk Onomatologia historiae naturalis Completa oder vollständiges Lexicon das alle Benennungen der Kunstwörter der Naturgeschichte nach ihrem ganzen Umfang erkläret und den reichen Schatz der ganzen Natur durch deutliche und richtige Beschreibungen des nützlichen und sonderbaren von allen Thieren, Pflanzen und Mineralien sowohl vor Aerzte als andere Liebhaber in sich faßt. Zu allgemeinem Gebrauch von einer Gesellschaft naturforschender Aerzte nach den richtigsten Urkunden zusammengetragen. Band 1 bis 7. Ulm, Frankfurt am Main und Leipzig: Gaumische Handlung (1761 – 1777) (Prologul lui Schäffer conține 40 de pagini.) - Die Egelschnecken in den Lebern der Schaafe und die von diesen Würmern entstehende Schaafkrankheit. Zweyte Auflage. Regensburg, Neubauerische Schriften (1762) - Fungorum qui in Bavaria et Palatinatu circa Ratisbonam nascuntur icones nativis coloribus expressae, 4 volume, editură necunoscută, Regensburg 1762-1774 vol. 1-2 vol. 3-4 - Die Sattelfliege. 2. Auflage. Regensburg: Neubaurische Schriften (1762) - Das Zwiefalter oder Afterjuengferchen. 2. Auflage. Regensburg: Johann Leopold Montag (1763) - Der wunderbare und vielleicht in der Natur noch nie erschienene Eulenzwitter, nebst der Baumraupe aus welcher derselbe entstanden. 2. Auflage. Regensburg: Johann Leopold Montag (1763) - Erläuterte Vorschläge zur Ausbesserung und Förderung der Naturwissenschaft. Regensburg: Johann Leopold Montag (1763 und 1764) - Abhandlungen von Insekten. Regensburg: Johann Leopold Montag (1764 und 1779) - Icones Insectorum circa Ratisbonam indigenorum coloribus naturam referentibus expressae. Regensburg: Zunkel (1766) - Erleichterte Arzneykräuterwissenschaft. Nebst vier Kupfertafeln mit ausgemahlten Abbildungen. Zweyte Auflage. Regensburg: Johann Leopold Montag (1770) Digitalisierte Ausgabe der Universitäts- und Landesbibliothek Düsseldorf | - Die bequeme und der Wirthschaft in allen Rücksichten höchstvorteilhafte Waschmaschine. Wie solche in den damit gemachten Versuchen bewährt gefunden und, damit dieselbe um so sicherer und nützlicher gebraucht werden könne, hin und wieder abgeändert und verbessert worden. Regensburg: Zunkel (1766, Nachträge 1767 und 1768) - Neue Versuche und Muster das Pflanzenreich zum Papiermachen und andern Sachen wirthschaftsnützlich zu gebrauchen. Nebst fünf Kupfertafeln. Regensburg: editură neconuscută (1767) - Sr. Königl. Majest. zu Dännemark Rathes und Professors [...] Empfehlung, Beschreibung und erweiterter Gebrauch des sogenannten und zur Erspahrung des Holzes höchstvorteilhaften Bockofens. Regensburg: Johann Christoph Keyser (1770) - Sämtliche Papierversuche. Sechs Bände. Zwote Auflage. Nebst ein und achtzig Mustern und dreyzehen theils illuminiren theils schwarzen Kupfertafeln. Regensburg: Zunkel (1772) - Versuche mit dem beständigen Electricitätträger. Vier Abhandlungen mit sieben Kupfertafeln. Regensburg: Johann Leopold Montag (1780) - Erstere und fernere Versuche mit Schnecken nebst einem Nachtrage. Regensburg: Johann Christoph Keyser (1770) - Elementa entomologica cum appendice; CXL. tabulae aeri incisae floridisque coloribus distinctae. Ratisbonae: editură neconuscută (1780) - Schrifftmäßiger Beweiß, daß Christus an keinem Mittwoch, sondern an einem Freytag gestorben, und folglich nicht drey vollige Tage und drey völlige Nächte, sondern nur bis am dritten Tage im Grabe gelegen ist. Regensburg: Zunkel (1746) - Jacob Christian Schäffers, der evang. Gemeinde zu Regensburg Pastors und Superintendents, E. H. E. Consistorii Assessoris primari und Scholarchens, Sr. königl. Majestät in Dännemark, Norwegen und Raths und Professors Antrittspredigt, welche am 1. Sonntage nach Trinitatis als dem gewöhnlichen Buß-Bet- und Festtage in der neuen Pfarre gehalten worden. Nebst desen Präsentationsrede an das sämtliche W. E. Ministerium. Regensburg: editură neconuscută (1779) - Schaeffer, Jacob Christian: Eintrag im Konsistorialprotokoll. In: ELKA Regensburg Nr. 52, Beilage FF. - Vier Predigten vom Glauben nebst zwey Wochenpredigten über Texte der heiligen Schrift. Regensburg: editura și anul ediției neconuscute |